# 가와나카지마촌
가와나카지마촌(일본어: 川中島村)은 일본 나가노현 사라시나군에 설치되었던 촌이다. 현재의 나가노시에 해당한다.

## 역사
- 1924년 7월 1일 - 사사이촌, 이마사토촌이 합병해 성립하였다.
- 1956년 9월 30일 - 쇼와촌과 합병해 가와나카지마정이 성립하여 동일 가와나카지마촌은 폐지되었다.

## 교통

### 철도
- 일본국유철도
  - 신에쓰 본선

## 참고문헌
- 角川日本地名大辞典 20 長野県